# Windach

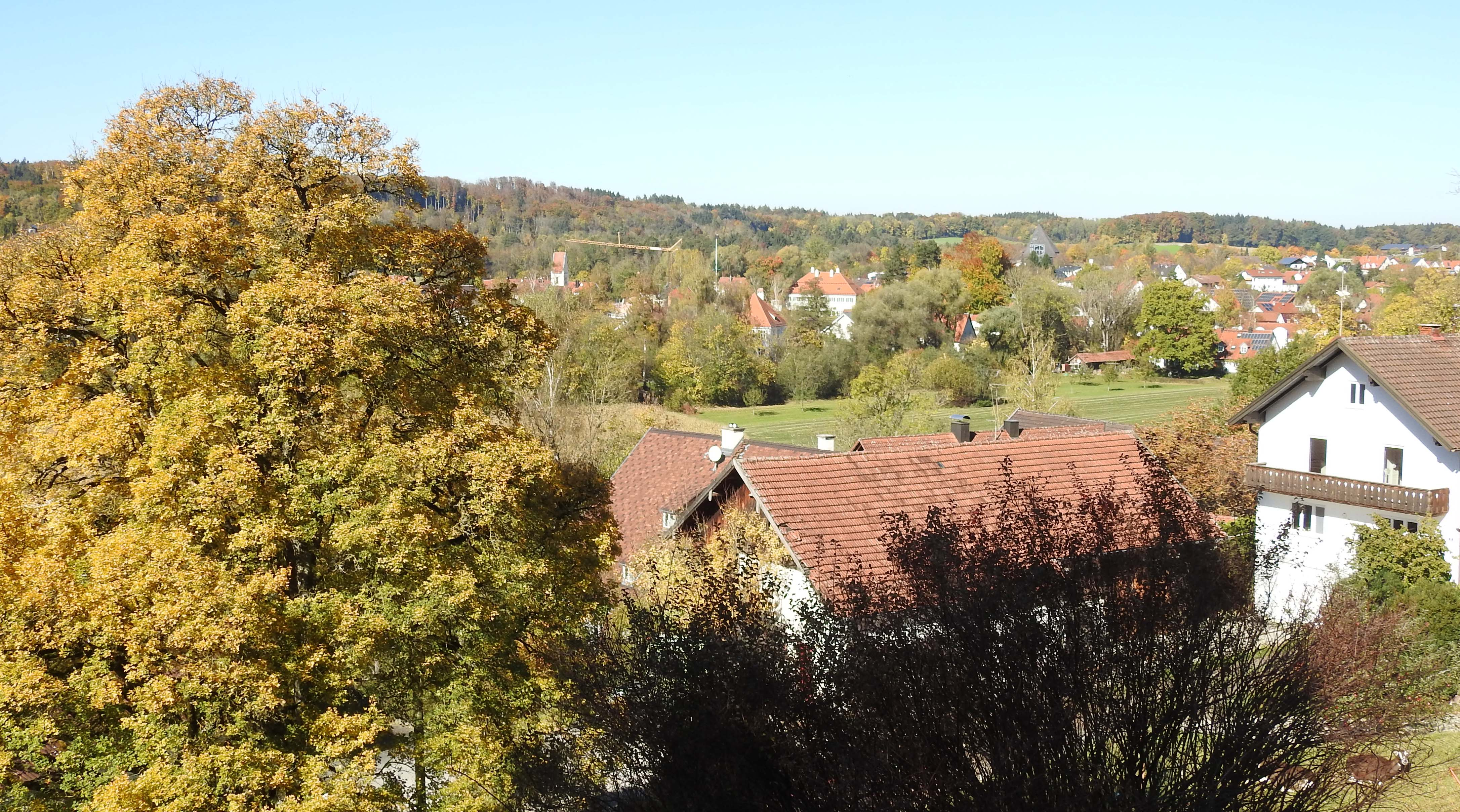
Windach von Südosten

Windach ist eine Gemeinde im oberbayerischen Landkreis Landsberg am Lech.

## Gemeindeteile
Die Gemeinde hat sechs Gemeindeteile (in Klammern ist der Siedlungstyp angegeben):
- Dürrhansl (Weiler)
- Hechenwang (Kirchdorf)
- Schöffelding (Pfarrdorf)
- Steinebach (Dorf)
- Weghäusl (Einöde)
- Windach (Pfarrdorf)

Es gibt die Gemarkungen Hechenwang, Oberwindach, Schöffelding und Unterwindach.

## Geschichte

### Hofmark
1157 wurden die Herren von Windach erstmals urkundlich erwähnt. Windach gehörte zum Kurfürstentum Bayern. Es handelte sich um eine geschlossene Hofmark, die später in Besitz der Freiherren von Füll gelangte und deren Sitz Unterwindach war.

### Erster Weltkrieg
Es wurden 151 Männer aus der Pfarrei Windach (Unterwindach, Oberwindach, Hechenwang) als Soldaten einberufen; 36 sind gefallen.
Im Jahr 1917 wurden sechs Kirchenglocken für Kriegszwecke beschlagnahmt und abtransportiert. In den drei betroffenen Kirchen konnte in den 1920er Jahren das Geläut ergänzt werden.

### Zweiter Weltkrieg
Es wurden aus der Pfarrei Windach 191 Männer eingezogen; 66 von ihnen sind gefallen.
Für Kriegszwecke wurden fünf Glocken eingeschmolzen. Jeder der drei Kirchen verblieb eine. Die Geläute wurden in den Jahren 1948/49 wieder ergänzt.

### Gemeindefusion
Am 1. April 1939 wurden die Gemeinden Oberwindach und Unterwindach zur neuen Gemeinde Windach zusammengeschlossen.
Erster Bürgermeister der fusionierten Gemeinde wurde August Popp.

### Eingemeindungen
Im Zuge der Gebietsreform in Bayern wurden am 1. Januar 1972 die Gemeinde Schöffelding und ein Großteil der Gemeinde Hechenwang (ohne Achselschwang) eingegliedert.

### Einwohnerentwicklung
| Jahr | Einwohner |
| ---- | --------- |
| 1970 | 1741      |
| 1987 | 2264      |
| 1991 | 2565      |
| 1995 | 2725      |
| 2000 | 3214      |
| 2005 | 3601      |
| 2010 | 3668      |
| 2015 | 3759      |
| 2020 | 3844      |
| 2023 | 3874      |

Stand: 31. Dezember des jeweiligen Jahres

## Politik

### Gemeinderat
Der Gemeinderat hat 16 Mitglieder:
| Jahr | DGW | FWGS | FWW | WGH | BILO | gesamt | Wahlbeteiligung in % |
| 2020 | 2   | 3    | 5   | 2   | 4    | 16     | 70,9                 |
| 2014 | 4   | 3    | 4   | 2   | 3    | 16     | 65,6                 |
| 2008 | 6   | 3    | 2   | 2   | 3    | 16     | 70,7                 |
| ---- | --- | ---- | --- | --- | ---- | ------ | -------------------- |

Legende:
- BILO = Bürgerinitiative Lebendiger Ortskern (seit 2020 BILO/B90 Grüne)
- DGW = Dorfgemeinschaft Windach
- FWGS = Freie Wählergemeinschaft Schöffelding
- FWW= Freie Wähler Windach
- WGH = Wählergemeinschaft Hechenwang

Die Gemeinderatswahl 2008 wurde angefochten und nach Ungültigkeitserklärung des Landratsamtes am 28. September 2008 wiederholt.

### Bürgermeister
Erster Bürgermeister der Gemeinde ist Richard Michl. Er wurde im Jahr 2014 Nachfolger von Walter Graf. Am 15. März 2020 wurde er mit 70,3 % der Stimmen wiedergewählt.

### Wappen

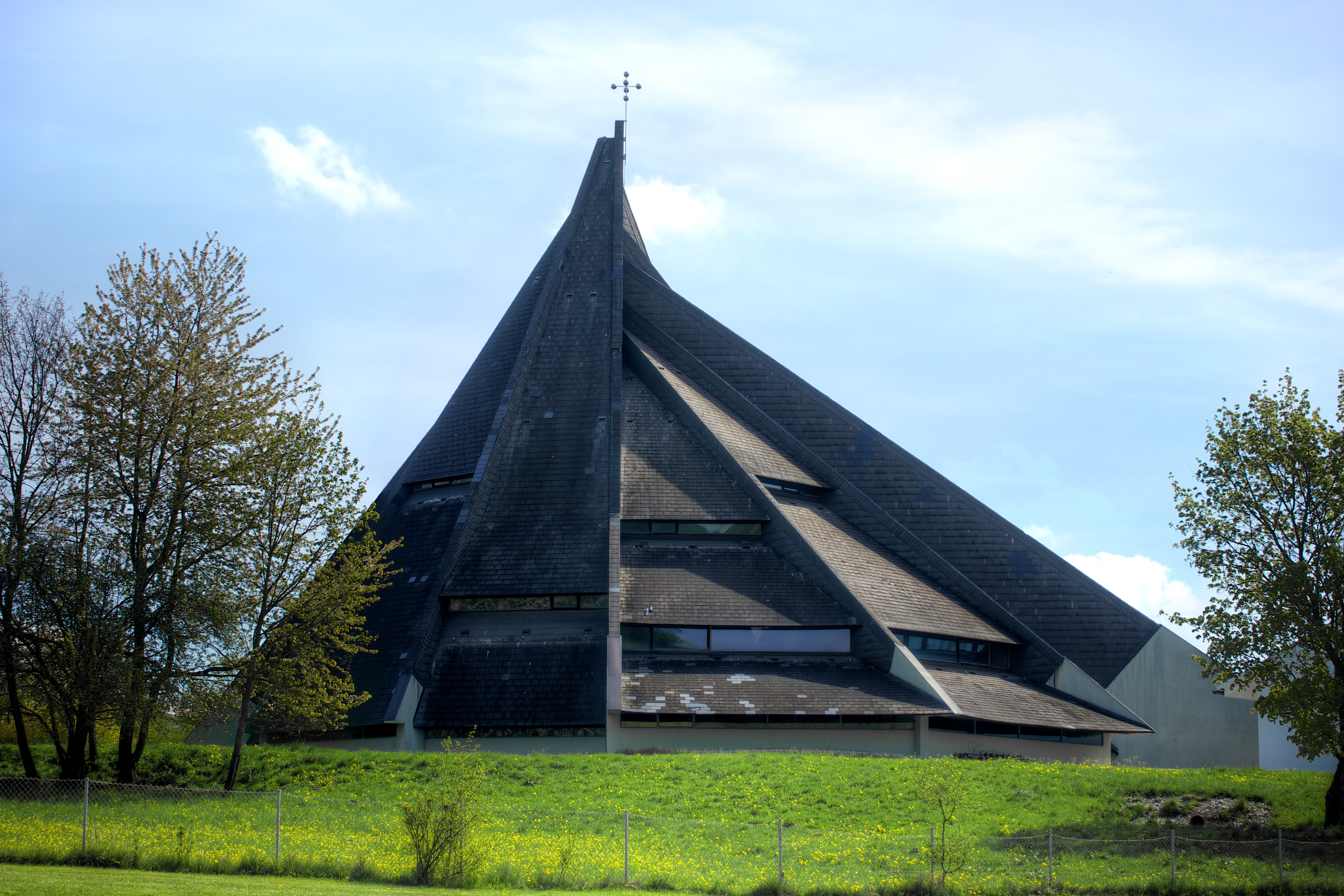
Pfarrkirche Maria am Wege

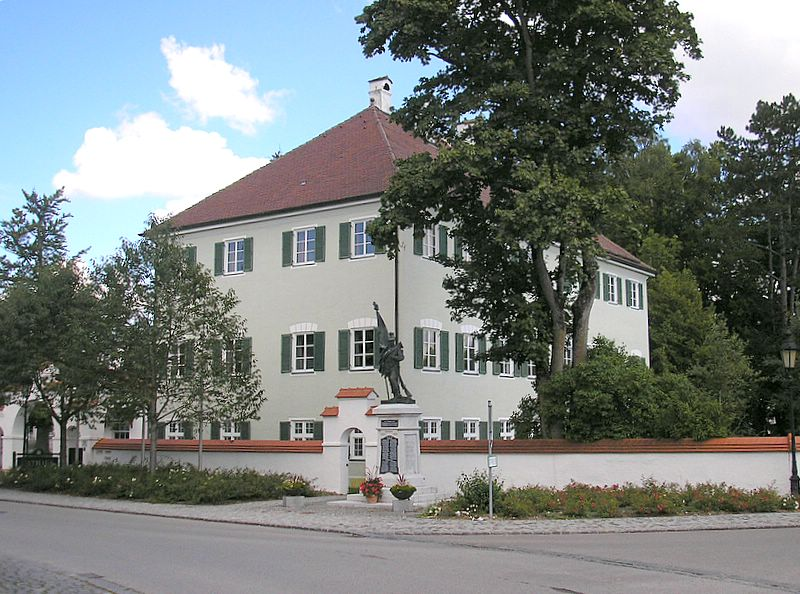
Schloss Windach

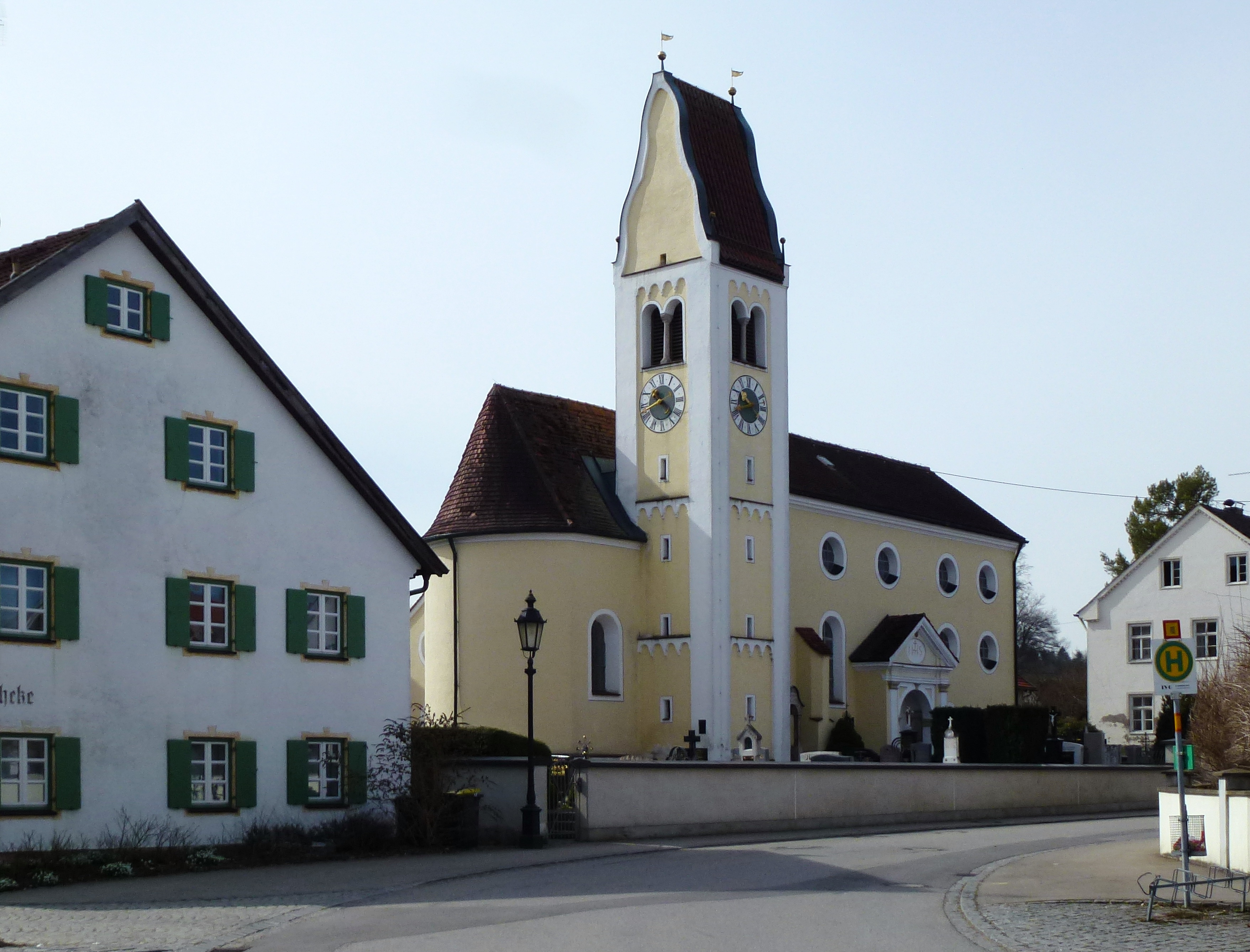
Kirche St. Petrus und Paulus

|                         | Blasonierung: „In Blau unter einem silbernen Wellenbalken ein aufspringendes, golden bewehrtes silbernes Ross auf silbernem Dreiberg.“ |
| Wappenführung seit 1953 | |

## Sehenswürdigkeiten
- Zeltähnliche Pfarrkirche „Maria am Wege“, u. a. ausgestaltet mit einer gotischen Madonna und einem Kreuzweg in 17 Bildern von Max Raffler. Die Kirchweihe fand im Juni 1971 statt. An der B 12 gelegen, wurde sie auch Autofahrerkirche genannt; an der A 96 ist sie seit 1992 eine Autobahnkirche.
- Schloss Windach, aus dem Jahr 1610 stammend (Sitz der Verwaltungsgemeinschaft, frei zugänglicher Schlosspark)
- Katholische Nebenkirche St. Petrus und Paulus (Alte Pfarrkirche) mit dem ehemaligen Pfarrhaus
- Pfarrkirche St. Martin in Hechenwang, von Joseph Schmuzer 1740 erbaut
- Großes frühmittelalterliches Erdwerk südwestlich des Ortes über der Windach (Schanze Unterfinning)
- Kleine frühmittelalterliche Abschnittsbefestigung auf der Burgleiten zwischen Windach und Eresing (Abschnittsbefestigung Unterwindach)

## Verkehr
Windach hat eine Anschlussstelle an der A 96 München–Lindau.

## Persönlichkeiten
- Philipp Jacob Weigel (1752–1826), Benediktinermönch und Kirchenmusiker, in Windach geboren
- Max Hagen (1859–1914), Landschaftsmaler, lebte in Windach
- Frederick Kanfer (1925–2002), Psychologe, Gründer der psychosomatischen Klinik in Windach
- Claus-Peter Lieckfeld (* 1948), Schriftsteller und Journalist, lebt in Windach
- Ernst Kistler (1952–2021), Wirtschafts- und Sozialwissenschaftler, in Windach geboren
- Veronika Straaß (* 1957), Schriftstellerin und Übersetzerin, lebt in Windach